# Psyché (mytologie)

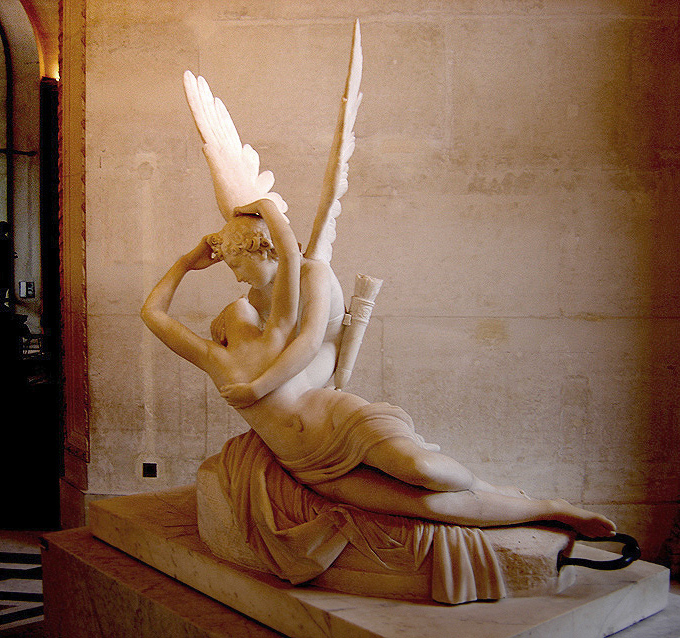
Erós probouzí Psyché polibkem, plastika Antonia Canovy (1793)

Únos Psyché Williama-Adolpha Bouguereaua

Psyché (též Psýché) je v řecké mytologii perzonifikace lidské duše; zpodobňována bývá jako dívka s motýlími křídly.

## Legenda

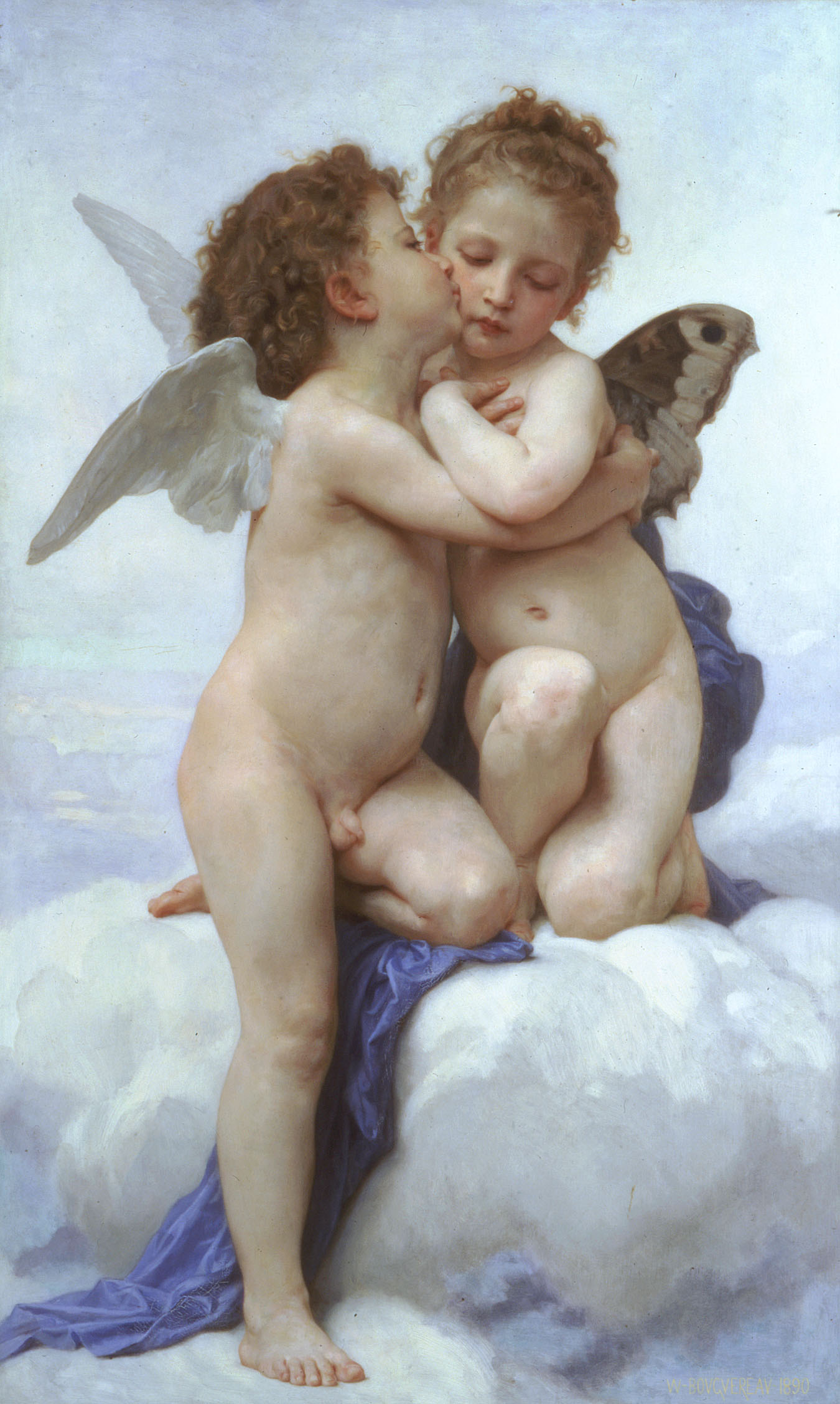
Erós a Psyché jako děti, obraz Williama-Adolpha Bouguereaua

Podle legendy byla Psyché nejmladší a nejkrásnější ze tří dcer anatolského krále. Její krása vzbudila žárlivost bohyně Afrodíty, která přikázala svému synovi Erótovi, aby svým šípem v dívce vzbudil lásku k nejodpudivějšímu z mužů, kterého potká. Erós se však sám do Psyché zamiloval, šíp zahodil do moře a když Psyché usnula, unesl ji do svého paláce, kde ji navštěvoval noc co noc pod rouškou tmy; varoval ji však, že ho navždy ztratí, pokud by ho chtěla třeba jen na okamžik zahlédnout. Psyché toužila navštívit své sestry, to jí Erós dovolil; Psyché pak, po podlehnutí ponoukání svých žárlivých sester, zapálila v noci lampu, aby si svého milence v jejím světle prohlédla. Krůpěj horkého oleje však ukápla na Erótovu hruď a probudila ho; bůh pohněvaný její neposlušností odletěl.
Když zoufalá Psyché zjistila, co způsobila, vydala se na pouť po svatyních ve snaze najít svého milovaného, až se setkala s Afroditou. Prosila ji snažně, aby jí vrátila lásku Erótovu; rozhněvaná bohyně to podmínila splněním čtyř úkolů, jejichž zdolání ovšem bylo pro smrtelníka nemožné. Protože Afrodita plná starosti o svého syna, který kvůli ztrátě Psyché onemocněl, pozbyla část své božské krásy, bylo čtvrtým dívčiným úkolem sestoupit do hory Tartarus a požádat vládkyni podsvětí Persefonu o trochu její krásy, již měla ukrýt do černé skříňky, kterou měla Psyché střežit a přinést Afroditě. Psyché, která usoudila, že nejrychlejší cestou do podsvětí je smrt, vystoupila na věž, aby se vrhla dolů; tajemný hlas ji však v posledním okamžiku zadržel a ukázal cestu do podsvětí a poradil, jak překonat pekelného psa Kerbera, převozníka zemřelých Charóna a další nebezpečí, jež na ni budou na cestě do podsvětí číhat. Psyché uchlácholila Kerbera ječmenným koláčem a zaplatila Chárónovi obolos, aby ji převezl přes řeku Styx za Hádem. Cestou viděla ruce, které vyčnívaly z vody; nějaký hlas jí řekl, aby jim hodila další koláč, ale ona odmítla. Poté dorazila k Persefoně a ta byla svolná vyhovět Afroditině žádosti. Cestou zpět Psyché ještě jednou zaplatila Chárónovi a dala další koláč Kerberovi, aby se mohla vrátit.
Když Psyché opustila podsvětí, rozhodla se otevřít skříňku a vzít si z ní trochu krásy pro sebe domnívajíc se, že jí to zajistí Erótovu lásku. Uvnitř však byl věčný spánek, který ji překvapil a uspal. Erós, který jí již odpustil, přiletěl k jejímu tělu a odstranil spánek z jejích víček, prose Dia i Afroditu o svolení ke sňatku s Psyché. Bohové souhlasili, Zeus dal Psyché nesmrtelnost a Afrodita tančila na jejich svatbě. Ze spojení Eróta a Psyché se narodila dcera nevšední krásy, nazvaná jménem Hedoné (ἡδονή, tj. Rozkoš, v římské mytologii Voluptas).

## Etymologie
Řecký výraz ψύχω (psycho) znamená «vanout, dýchat». Substantivum ψυχή (psyché) se vztahuje k dechu, který opouští v okamžiku smrti lidské tělo. Pokud tedy tento dech doprovází jedince celý život, znamená ψυχή život. Když pak psyché opustí tělo, získá samostatnou existenci: Řekové si ji představovali jako antropomorfní postavu, dvojníka zemřelého, která obvykle našla své místo v Hádu, kde žila jako stín a přízrak. Homér mnohokrát popisuje, jak psyché opouští s posledním dechem umírajícího jako motýl (jenž se v řečtině nazývá rovněž psyché).

## Legenda v umění
Legenda o Erótovi a Psyché byla mnohokrát literárně zpracována; klasickou formou tohoto starého mýtu je jeho nejznámější verze z pera římského spisovatele a filosofa Lucia Apuleia (součást románu Metamorfózy, známějšího pod názvem Zlatý osel).
Legenda byla i vděčným námětem výtvarného umění, a to již od starověku (mozaika ve Villa Romana del Casale na Sicílii). Jedním z nejznámějších děl inspirovaných legendou je sousoší Amore e Psiche od Antonia Canovy z let 1788–1793, vystavené v Louvru.

### Erós a Psyché v literatuře
- Jean de La Fontaine (1621–1695), «Láska Psyché a Kupida»
- John Keats, «Óda na Psyché» (1819)
- Valerij Brjusov (1873–1924), «Psyché»
- Clive Staples Lewis, «Dokud nemáme tvář» (1956)

### Erós a Psyché ve výtvarném umění
- François Gérard (1770–1837), «Amor a Psyché, neboli Psyché dostávající první polibek lásky» (1798)
- Antonio Canova (1757–1822), «Amore a Psiche» (1788–1793)
- William-Adolphe Bouguereau (1825–1905), řada obrazů s tímto námětem
- Auguste Rodin (1840–1917), «Amor a Psyché»

### Erós a Psyché v hudbě
- Jean-Baptiste Lully (1632–1687), «Psyché» – opera (1678)
- Molière, P. Corneille, P. Quinault a J.-B. Lully, «Psyché» – hra, tzv. baletní tragédie (tragédie-ballet, 1671); spojení baletu s hudbou, zpěvem; téma je vážné, seriózní
- César Franck (1822–1890), «Psyché» – symfonická báseň (1888); pro sbor a symfonický orchestr